# Wynoochee River
Der Wynoochee River ist ein nach den Wynoochee-Indianern benannter Fluss auf der Olympic-Halbinsel im US-Bundesstaat Washington. Er ist ein Nebenfluss des Chehalis River.
Der Wynooche River hat eine Länge von etwa 97 km und ein Einzugsgebiet von 565 km². Er entspringt an den Südhängen der Olympic Mountains im Jefferson County, erreicht aber bald das Grays Harbor County. Bevor der Fluss die Berge verlässt wird er zum Wynoochee Lake aufgestaut. Unterhalb des Stausees bildete der Fluss aufgrund des mitgeführten Geschiebes und geringerem Gefälles zahlreiche Mäander. Der Wynoochee River mündet bei Montesano in den Chehalis River.